# AG Copenhague
Maillots
L' AG Copenhague  est un ancien club de handball situé à Copenhague au Danemark, créé en 2010 et mis en liquidation judiciaire en 2012 à la suite du retrait de son mécène. Il a fusionné avec le club voisin de KIF Kolding pour donner naissance au KIF Copenhague, gardant une partie des joueurs.

## Historique
L'AG Copenhague est créé le 7 janvier 2010 après la fusion des clubs FC Copenhague et AG Håndbold grâce à son président et mécène Jesper "Kasi" Nielsen. Ayant pour objectif d’en faire le club scandinave de référence, les nouvelles ambitions du club sur les scènes danoise et européenne sont illustrées par un recrutement de nombreuses stars scandinaves, avec notamment le Danois Mikkel Hansen, l’Islandais Ólafur Stefánsson ou encore le Suédois Kim Andersson dont l’arrivée était prévue pour la saison 2012-2013. Le succès est tout d’abord au rendez-vous puisque le club remporte par deux fois le championnat du Danemark et atteint le Final 4 de la Ligue des Champions en 2012.
Toutefois, la démission en juillet 2012 de son mécène conduit à la mise en liquidation judiciaire du club par les autorités danoises, de sorte qu'une disparition pure et simple du club ou une rétrogradation au 3e niveau national danois est évoqué. Par conséquent, tous les joueurs sont libérés de leur contrat. Le club est également retiré de la Ligue des champions masculine de l'EHF 2012-2013 (où il devait notamment rencontrer Chambéry) et est remplacé par Silkeborg.
Finalement, le 17 août 2012, le club annonce sa fusion avec le club voisin de KIF Kolding pour donner naissance au KIF Copenhague.

### Saison 2010-2011
En 2010, les clubs du FC Copenhague et de l'AG Håndbold fusionnent pour former l'AG Copenhague avec pour objectif d'en faire le club scandinave de référence. Dans ce but, de nombreux renforts arrivent à l'intersaison 2010 avec notamment le Danois Mikkel Hansen, l’Espagnol Cristian Malmagro ou encore le Suédois Niclas Ekberg. Ces recrutements s’avéreront payants puisque l'AG Copenhague devient champion du Danemark en ne concédant que deux matchs nuls, soit 54 points sur 56 possibles. Le club ira même jusqu'à faire le doublé en remportant la Coupe du Danemark.

### Saison 2011-2012
À la suite de ce doublé, l'AG Copenhague s'est construit la réputation d'être la "dream team" danoise et le président-mécène attire ainsi d'autres stars telles que les Islandais Olafur Stefansson et Guðjón Valur Sigurðsson ou encore l’entraîneur suédois Magnus Andersson. Sur le plan national, le club réalise à nouveau le doublé championnat-Coupe, mais avec plus de difficultés puisque le club a concédé deux défaites et un match nul en championnat ainsi qu'un match nul en Coupe.
Cette différence provient notamment du fait que, cette saison, le club évolue en Ligue des champions. Lors de la phase de groupe, le club danois finit deuxième du groupe D derrière THW Kiel et devant le Reale Ademar Leon et le Montpellier AHB. Après avoir disposé des Suédois du IK Sävehof en huitième de finale, l'AG Copenhague a atteint le Final Four en battant en quart de finale le champion sortant du FC Barcelone, devenant de facto le favori pour le titre suprême aux yeux de certains. Toutefois, il échoue en demi finale face au BM Atlético de Madrid (25-23), mais prend tout de même la 3e place aux dépens de Füchse Berlin (26-21), ce qui constitue une belle performance pour une première participation à la Ligue des Champions. À noter également que Mikkel Hansen termine meilleur buteur de la compétition avec 98 buts.

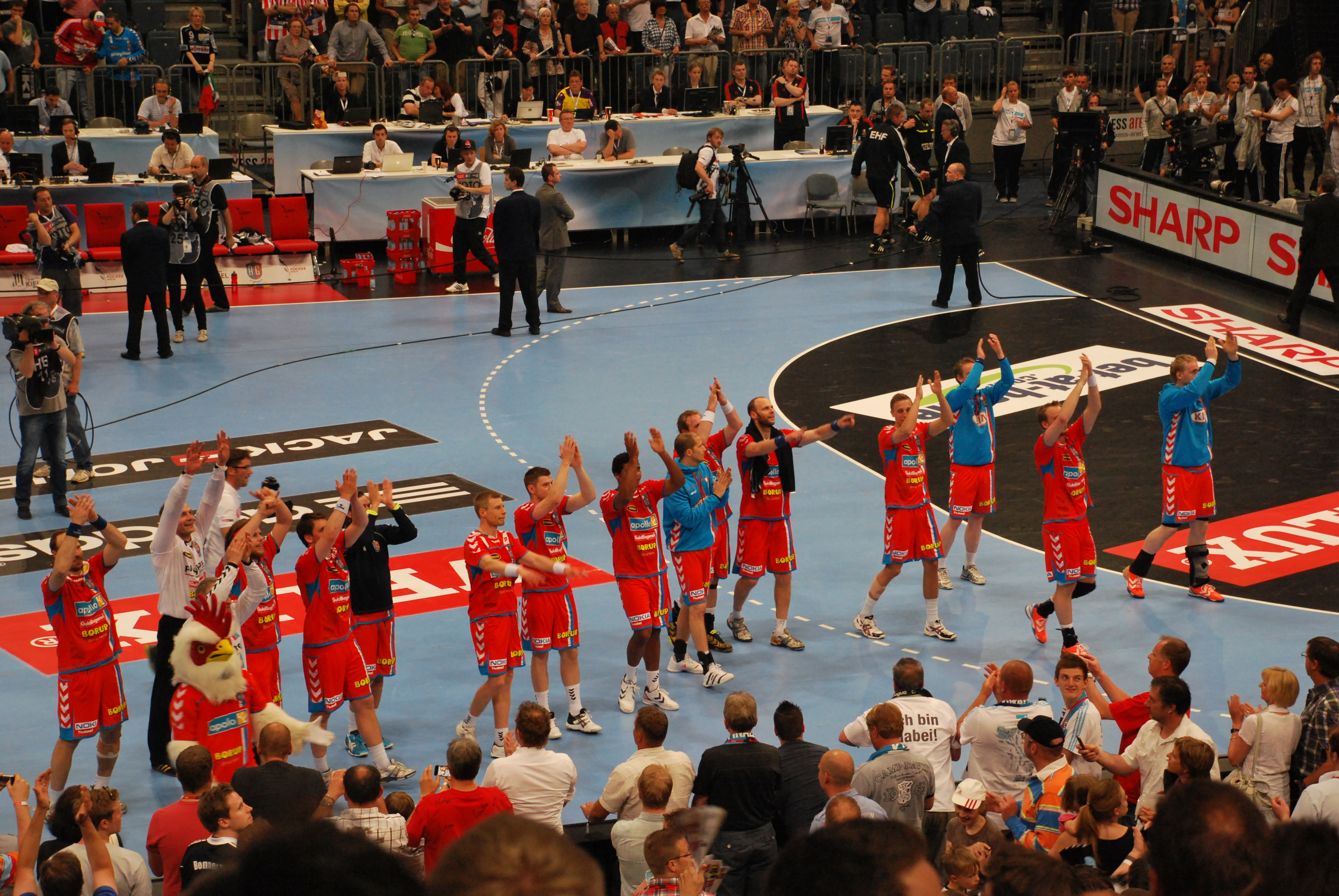
L'équipe en Final 4 lors de la saison 2011-2012

## Palmarès
- Champion du Danemark (2) : 2011, 2012.
- Coupe du Danemark (2) : 2010, 2011.

## Effectif 2011/2012
| N° | Nom                     | Âge | Nationalité | Position                    | Club précédent              | Club après liquidation       |
| -- | ----------------------- | --- | ----------- | --------------------------- | --------------------------- | ---------------------------- |
| 01 | Kasper Hvidt            | 35  | Danemark    | Gardien de but              | FC Copenhague (DAN)         | KIF Copenhague (DAN)         |
| 12 | Steinar Ege             | 39  | Norvège     | Gardien de but              | FC Copenhague (DAN)         | (Arrêt)                      |
| 08 | Lars Jørgensen          | 33  | Danemark    | Arrière Gauche              | Portland San Antonio (ESP)  | KIF Copenhague (DAN)         |
| 22 | Mads Mensah Larsen      | 20  | Danemark    | Arrière Gauche              | Nordsjælland Håndbold (DAN) | Aalborg Håndbold (DAN)       |
| 24 | Mikkel Hansen           | 24  | Danemark    | Arrière Gauche              | FC Barcelone (ESP)          | PSG handball (FR)            |
| 05 | Arnór Atlason           | 27  | Islande     | Arrière Gauche, Demi-Centre | FC Copenhague (DAN)         | SG Flensburg-Handewitt (ALL) |
| 10 | Snorri Guðjónsson       | 30  | Islande     | Demi-Centre                 | Rhein-Neckar Löwen (ALL)    | GOG Gudme (DAN)              |
| 23 | Joachim Boldsen         | 33  | Danemark    | Demi-Centre, Arrière Gauche | FC Barcelone (ESP)          | KIF Copenhague (DAN)         |
| 11 | Ólafur Stefánsson       | 38  | Islande     | Arrière Droit               | Rhein-Neckar Löwen (ALL)    | Lakhwiya Sports Club (QAT)   |
| 19 | Cristian Malmagro       | 28  | Espagne     | Arrière Droit               | Portland San Antonio (ESP)  | Montpellier AHB (FR)         |
| 20 | Stefan Hundstrup        | 25  | Danemark    | Ailier Gauche               | Tved (DAN)                  | KIF Copenhague (DAN)         |
| 09 | Guðjón Valur Sigurðsson | 32  | Islande     | Ailier Gauche               | Rhein-Neckar Löwen (ALL)    | THW Kiel (ALL)               |
| 03 | Kasper Ottesen          | 24  | Danemark    | Ailier Droit                | Hammarby IF HF (SUE)        | ?                            |
| 18 | Niclas Ekberg           | 23  | Suède       | Ailier Droit                | Ystads IF (SUE)             | THW Kiel (ALL)               |
| 07 | René Toft Hansen        | 27  | Danemark    | Pivot                       | KIF Kolding (DAN)           | THW Kiel (ALL)               |
| 15 | Henrik Toft Hansen      | 25  | Danemark    | Pivot                       | AaB Håndbold (DAN)          | KIF Copenhague (DAN)         |

## Transferts

### Arrivées 2012/13
Les arrivées suivantes étaient signées avant la liquidation du club :
- Kim Andersson (THW Kiel, ALL)[5] ⇒ KIF Copenhague (DAN)
- Carlos Prieto (Bergischer HC, ALL) ⇒ Kadetten Schaffhausen (SUI)
- Fredrik Petersen (Bjerringbro-Silkeborg, DAN) ⇒ HSV Hambourg (ALL)

### Départs 2012/13
Les départs suivants étaient signés avant la liquidation du club :
- René Toft Hansen (THW Kiel, ALL)
- Henrik Toft Hansen (Bjerringbro-Silkeborg, DEN)
- Guðjón Valur Sigurðsson (THW Kiel, ALL)
- Cristian Malmagro (Montpellier AHB, FRA)

## Infrastructures
L'AG Copenhague jouait le plus régulièrement ses matchs au Brøndby Hallen qui possède 5 600 places.
À noter que lors du match retour du Championnat du Danemark 2010-2011, le club, qui devait organiser le match retour face au Bjerringbro-Silkeborg, décida de le faire à la Parken Stadium, stade du FC Copenhague, un match qui vu le vainqueur local s'imposer devant 36 651 spectateurs, battant ainsi le record du monde pour un match de handball à sept (mais qui sera par la suite battu).